# Matràs Kitasato

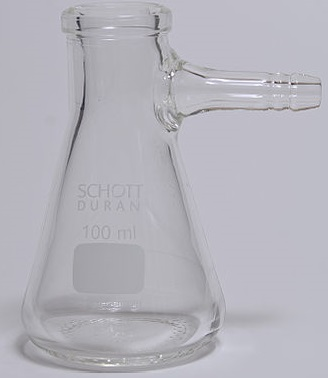
Matràs de Kitasato.

Un matràs de Kitasato, o kitasato, matràs de filtració o matràs de Büchner, és un erlenmeyer de paret gruixuda amb un tub de vidre curt i llengüeta que sobresurt horitzontalment una polzada per sota del seu coll. El tub curt i llengüeta actua com un adaptador sobre el qual es pot connectar una mànega flexible de parets gruixudes. L'altre extrem de la mànega es pot connectar a una font de buit, com un aspirador, bomba de buit, etc. Preferentment, això es fa a través d'una trampa dissenyada per evitar la succió d'aigua de tornada de l'aspiració al matràs Kitasato. La paret gruixuda proporciona la força per suportar la diferència de pressió mentre es manté un buit a l'interior. S'utilitza principalment juntament amb un embut Büchner a través d'un tap de goma perforat o un adaptador d'elastòmer al coll a la part superior del matràs de filtració. L'embut Büchner sosté la mostra aïllada de l'aspiració per una capa de paper de filtre. Durant la filtració, el filtrat entra i resta dins del matràs mentre que els residus queden en el paper de filtre a l'embut.
El nom es posà en honor del bacteriòleg japonès Shibasaburo Kitasato (1853-1931) i la invenció es deu a l'industrial Ernst Büchner (1850-1924) i no pas al químic Eduard Buchner (1860-1917).